# Arcos de la Polvorosa
Arcos de la Polvorosa è un comune spagnolo di 283 abitanti situato nella comunità autonoma di Castiglia e León.